# Дживолетто
Дживолетто (итал. Givoletto) — коммуна в Италии, располагается в регионе Пьемонт, в провинции Турин.
Население составляет 2958 человек (2008 г.), плотность населения составляет 182 чел./км². Занимает площадь 13 км². Почтовый индекс — 10040. Телефонный код — 011.
Покровителем коммуны почитается святой Секунд, празднование 26 августа.

## Демография
Динамика населения:

## Администрация коммуны
- Официальный сайт: http://www.comune.givoletto.to.it/ Архивная копия от 9 мая 2017 на Wayback Machine